# Omografia (matematica)
In matematica e geometria una omografia è una relazione tra punti di due spazi tali per cui ogni punto di uno spazio corrisponde ad uno ed un solo punto del secondo spazio.

## Introduzione
Dato un insieme di punti {\displaystyle {\boldsymbol {x}}_{i}} ed un insieme di corrispondenti punti {\displaystyle {\boldsymbol {x}}_{i}'} espressi in coordinate omogenee, si vuole stabilire una trasformazione in grado di trasformare i punti {\displaystyle {\boldsymbol {x}}_{i}} nei punti {\displaystyle {\boldsymbol {x}}_{i}'}. Generalmente tale trasformazione riveste grande importanza nella trasformazione di punti da un piano ad un altro nell'ambito della visione artificiale.

## Omografia bidimensionale
Il problema dell'omografia bidimensionale consiste nella determinazione di una trasformazione in grado di mappare punti di un piano in punti di un altro piano. Si definisce quindi la relazione {\displaystyle {\boldsymbol {x}}_{i}\leftrightarrow {\boldsymbol {x}}_{i}'} tra due insiemi di punti. Tale trasformazione si esprime matematicamente tramite il prodotto dei punti per una matrice H 3 per 3 tale che

{\displaystyle H\cdot {\boldsymbol {x}}_{i}={\boldsymbol {x}}_{i}',\;\forall i}
dove della matrice H non sono importanti i valori di tutti gli elementi, bensì i rapporti tra di essi, con il risultato di avere quindi otto gradi di libertà. Tale equazione può essere riscritta in forma estesa:

{\displaystyle \left[{\begin{array}{c}x_{i_{1}}'\\x_{i_{2}}'\\x_{i_{3}}'\end{array}}\right]=\left[{\begin{array}{ccc}h_{11}&h_{12}&h_{13}\\h_{21}&h_{22}&h_{23}\\h_{31}&h_{32}&h_{33}\end{array}}\right]\cdot \left[{\begin{array}{c}x_{i_{1}}\\x_{i_{2}}\\x_{i_{3}}\end{array}}\right]}
e sviluppata:

{\displaystyle \left\{{\begin{array}{l}x_{i_{1}}'=h_{11}x_{i_{1}}+h_{12}x_{i_{2}}+h_{13}x_{i_{3}}\\x_{i_{2}}'=h_{21}x_{i_{1}}+h_{22}x_{i_{2}}+h_{23}x_{i_{3}}\\x_{i_{3}}'=h_{31}x_{i_{1}}+h_{32}x_{i_{2}}+h_{33}x_{i_{3}}\end{array}}\right.}
eseguendo moltiplicazioni incrociate tra i membri delle equazioni è possibile giungere a tre equazioni nella forma:

{\displaystyle \left\{{\begin{array}{l}x_{i_{1}}'\cdot \left(h_{21}x_{i_{1}}+h_{22}x_{i_{2}}+h_{23}x_{i_{3}}\right)=\left(h_{11}x_{i_{1}}+h_{12}x_{i_{2}}+h_{13}x_{i_{3}}\right)\cdot x_{i_{2}}'\\x_{i_{2}}'\cdot \left(h_{31}x_{i_{1}}+h_{32}x_{i_{2}}+h_{33}x_{i_{3}}\right)=\left(h_{21}x_{i_{1}}+h_{22}x_{i_{2}}+h_{23}x_{i_{3}}\right)\cdot x_{i_{3}}'\\x_{i_{3}}'\cdot \left(h_{11}x_{i_{1}}+h_{12}x_{i_{2}}+h_{13}x_{i_{3}}\right)=\left(h_{31}x_{i_{1}}+h_{32}x_{i_{2}}+h_{33}x_{i_{3}}\right)\cdot x_{i_{1}}'\end{array}}\right.}
Solamente due di queste tre equazioni sono linearmente indipendenti. La matrice {\displaystyle H} è definita a meno di una costante moltiplicativa, ciò significa che sono sufficienti otto equazioni linearmente indipendenti per la determinazione degli elementi della matrice. Tali otto equazioni possono essere recuperate utilizzando corrispondenze tra un totale di quattro punti a tre a tre non allineati. Il sistema risultante può essere scritto in forma matriciale come {\displaystyle P\cdot {\boldsymbol {h}}={\boldsymbol {0}}}, dove {\displaystyle {\boldsymbol {h}}=\left[h_{11},h_{12},h_{13},h_{21},h_{22},h_{23},h_{31},h_{32},h_{33}\right]}.